# Neon Cross
Neon Cross es una banda de metal cristiano y heavy metal formada en California, Estados Unidos, en 1983. La agrupación inició su carrera en clubes de Hollywood, logrando captar la atención de la discográfica Regency Records en 1987, grabando su primer trabajo musical. En 1993 la banda regresó y grabó su segunda producción, Torn. A partir de entonces, se han dedicado a realizar giras a lo largo de su país.

## Músicos
- David Raymond Reeves - Voz
- Scot Strickland - Bajo
- Don Webster - Guitarra
- Terry Russell - Batería

### Miembros anteriores
- Mike Betts - Batería (1983 - 1989)
- Mitch Kent - Bajo (1983 - 1986)
- Ed (Goodwin) Ott - Bajo (1987 - 1990)
- Dave Starkey - Bajo (1994 - 2006)
- Troy Woody - Batería (1994 - 1996)

## Discografía
- Neon Cross (1987)
- Torn (1995)